# USS Enterprise (NCC-1701)
USS Enterprise NCC-1701 es una nave ficticia del universo de Star Trek, aparece en la serie original de 1966, es una nave de exploración clase constitución de la Flota Estelar de la Federación Unida de Planetas y es una de las naves insignia de la Flota, fue botada en 2245, y está al mando del capitán James T. Kirk.
El viaje de cinco años de una tripulación a bordo de esta nave estelar durante la década de los años 2260 bajo el mando del capitán Kirk junto al primer oficial Mr. Spock es la trama principal de la serie original Star Trek, creada por Gene Rodenberry, cuya primera emisión fue el 8 de septiembre de 1966.

## Desarrollo y producción

### Concepto y diseño inicial

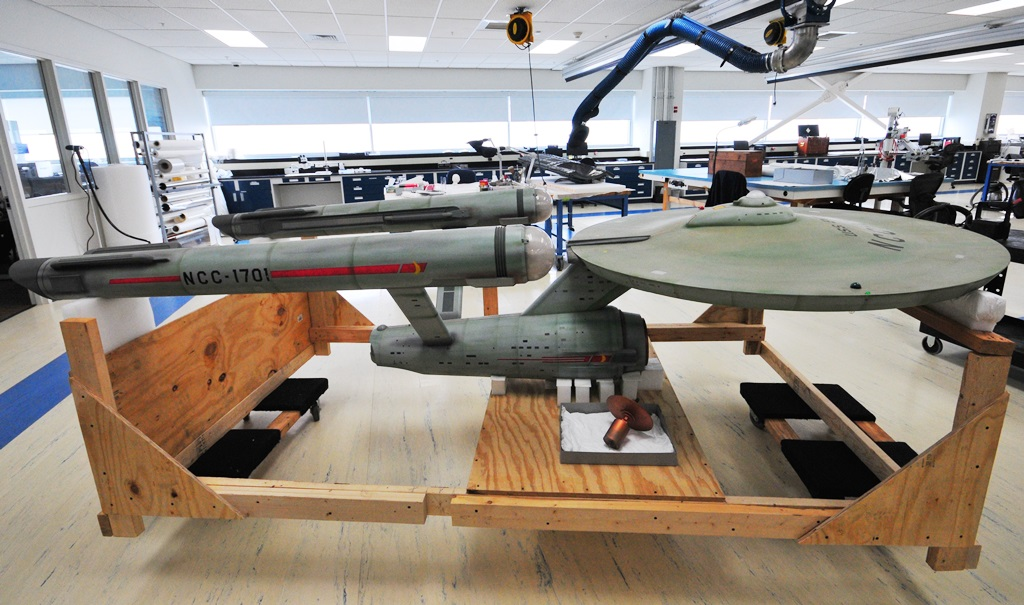
Maqueta original de filmación de NCC-1701.

Pato Guzmán fue el director de arte original asignado a Star Trek; Matt Jefferies, su ayudante, tomó el relevo cuando Guzmán dejó el proyecto. Jefferies, que no era aficionado a la ciencia ficción,[5] fue el principal diseñador del Enterprise y se basó en los conceptos del creador de la serie Gene Roddenberry. Roddenberry no tenía ninguna idea sobre el aspecto de la nave, pero estableció varios parámetros:
Estamos [...] en el espacio profundo, en el equivalente a una nave espacial del tamaño de un crucero. No sabemos cuál es el modo de alimentación, pero no quiero ver ninguna estela de fuego. No hay estelas de humo, ni tomas de chorro, ni escapes de cohetes, ni nada por el estilo [...]. Será como un vehículo de exploración del espacio profundo, operando a través de nuestra galaxia.
Roddenberry especificó además que el Enterprise tendría una tripulación de 100 a 150 personas y sería increíblemente rápido. Jefferies y Roddenberry no querían que el Enterprise se pareciera a ninguno de los cohetes ya utilizados por la industria aeroespacial o en la cultura popular; muchos diseños fueron rechazados por ser "demasiado convencionales" Para cumplir con el requisito de Roddenberry de que la nave tuviera un aspecto creíble, Jefferies intentó "visualizar cómo sería la cuarta, quinta o décima generación de equipos actuales". La experiencia de Jefferies con la aviación le permitió impregnar sus diseños de lo que él llamaba "lógica aeronáutica".Imaginó que los motores de la nave serían demasiado potentes para estar cerca de la tripulación, por lo que debían estar separados del casco. Aunque Jefferies rechazó inicialmente un componente en forma de disco, preocupado por las similitudes con los platillos voladores, finalmente se aplanó un módulo esférico en forma de disco.

## Historia
NCC-1701 fue lanzada en 2245, bajo el mando de Robert April y Christopher Pike antes de que lo asumiera James T. Kirk quien fue el más famoso de sus capitanes. Se convirtió en la nave más emblemática de la Federación tras su misión exploratoria de cinco años, durante esta se concretó un primer contacto con los Romulanos. 
Se le practicaron múltiples mejoras y actualizaciones, pero la más notable fue en 2271 cuando se le cambiaron los motores, impulso Warp y puente entre otras cosas, al igual que el resto de las naves de clase Constitución.
En una ocasión la nave estuvo bajo el mando de Willard Decker, sin embargo el mando fue devuelto al entonces Almirante James T. Kirk mientras se desarrollaba el Incidente V'Ger.
En 2285, la nave se encontraba bajo el comando del capitán Spock y fue convertida en nave-escuela para los cadetes de la Flota Estelar. El mando es asumido nuevamente por el almirante Kirk durante un viaje de entrenamiento de dos semanas cuando recibe órdenes de cambiar su curso y dirigirse al sistema Regula 1 donde se desarrollaba el proyecto Génesis. Esto condujo al segundo encuentro de Kirk con Khan Noonien Singh quien había tomado el USS Reliant. En tal enfrentamiento, el Enterprise, aunque victorioso, resultó seriamente dañado y Spock falleció en su intento de devolver la potencia principal a los motores para poder escapar de una onda expansiva producto de la detonación del torpedo Génesis.
De regreso a la base, el mando de la flota decide no reparar al Enterprise y, en cambio, desmantelarla dado que la antigüedad de la misma rondaba los 40 años. Bajo las órdenes de Kirk, se le practicaron reparaciones menores con el único fin de poderse operar nuevamente y la nave fue robada de la base por el almirante y algunos de sus oficiales, que se dirigieron al Planeta Génesis dónde yacía el cuerpo de Spock, con el fin de recuperarlo.
Tras un enfrentamiento inesperado con un ave de presa clase B'Rel del Imperio Klingon, el Enterprise quedó inoperativo debido al mal estado en el que se encontraba. Para evitar la captura, la tripulación (conformada por el comandante Hikaru Sulu, el Dr. McCoy, el comandante Pavel Chekov, el capitán Montgomery Scott y el almirante Kirk) abandonó la nave habiendo activado estos tres últimos su secuencia de autodestrucción. La nave estalló con los pocos Klingon que la habían abordado y sus restos se precipitaron a la superficie del planeta Génesis, donde se incineraron con su entrada a la atmósfera.
Después de la destrucción del  Enterprise, la Flota Estelar dispuso el rebautizo de otra nave de la misma clase y con registro NCC-1701-A, asignada al de nuevo capitán James T. Kirk tras su degradación del rango de almirante, posteriormente a la 1701-A,  cada nave que fue bautizada con el nombre Enterprise recibió tras su denominación numérica, la siguiente letra del alfabeto a la que tenía su predecesora. 
Hay hasta ocho naves con la denominación Enterprise hasta la NCC-1701-J mostrada por el agente temporal Daniels al capitán Jonathan Archer en el episodio de Star Trek Enterprise "Azati Prime", pero se desconoce quién es su capitán en esa época. Dicha nave pertenece al siglo XXVI, por lo que no se sabe mucho de ella ni de su tripulación, tampoco se conoce mucho sobre la NCC-1701-F al no aparecer en ninguna serie ni film oficial.
Tras salvar a la tierra de la amenaza Borg-Cambiantes, la flota decidió rebautizar a la USS. TITAN como USS ENTERPRISE NCC-1701-G, bajo el mando de la capitana Siete de nueve.

## Características
El Enterprise cuenta con 14 laboratorios, 1 bahía de lanzamiento, 1 cubierta de observación, 1 cantina/comedor, el área de ingeniería, sala de conferencias, un puente secundario o "puente de batalla" y espacio para 430 tripulantes. Su armamento consiste en 6 bancos de Phasers y 2 lanzaderas o tubos de torpedos de fotones.

## Capitanes de las diferentes naves con el nombreEnterprise
- Jonathan Archer NX-01
- T'Pol NX-01
- Charles “Trip” Tucker NX-01
- Robert April NCC-1701
- Christopher Pike NCC-1701
- James T. Kirk NCC-1701, NCC-1701 REFIT, NCC-1701-A
- Spock NCC-1701 REFIT
- John Harriman NCC-1701-B
- Rachel Garrett NCC-1701-C
- Jean-Luc Picard NCC-1701-D, NCC-1701-E
- William Riker NCC-1701-D (temporal)
- Edward Jellico NCC-1701-D (temporal)
- Thomas Halloway NCC-1701-D (realidad alternativa)
- Va'Kel Shon (Almirante Jean-Luc Picard y Capitán William Riker en una realidad alternativa, Comodoro Data en otra realidad alternativa) NCC-1701-F
- Siete de nueve NCC-1701-G
- Capitán desconocido NCC-1701-J

## Apariciones y/o Menciones
- Serie "Star Trek" (1966/1969)
- Film "Star Trek: The Motion Picture" (1979)
- Film "Star Trek II: The Wrath of Khan" (1982)
- Film "Star Trek III: The Search for Spock" (1984)
- TNG: "Relics" (1992) (solamente se ve un holograma del puente)
- Serie "Star Trek: espacio profundo 9" Capítulo 6 de la temporada 5 "Trials and Tribble-ations", en la que se toman imágenes del capítulo 15 de la temporada 2 de la serie original "The Trouble with Tribbles"
- Serie "Star Trek: Discovery" (2019) (aparece en varios episodios de la 2ª temporada: "Hermano", "Nuevo Eden" y "Tan dulce tristeza" (partes 1 y 2))